# کاین

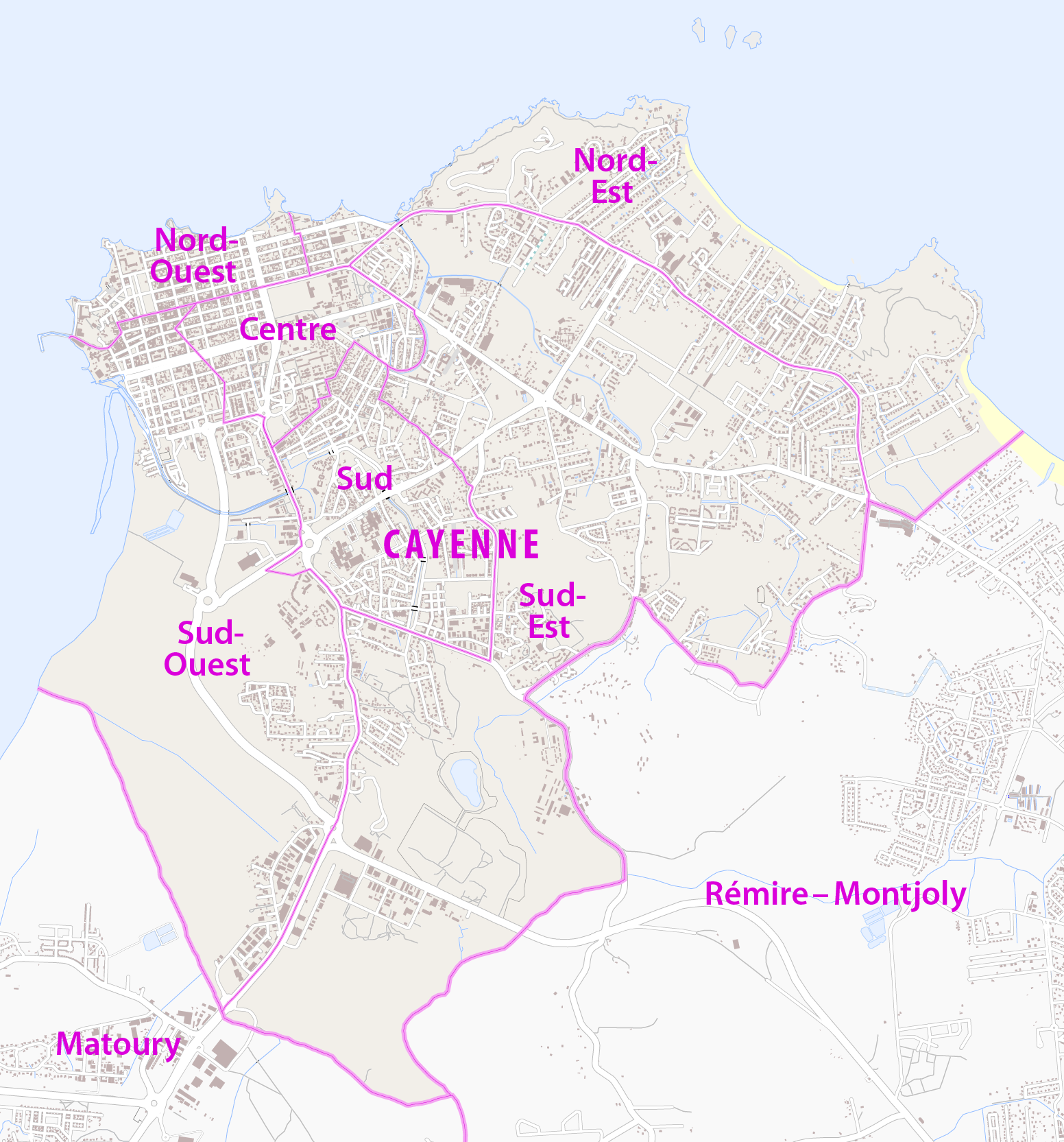

کایِن (به فرانسوی: Cayenne) نام پایتخت گویان فرانسه و منطقه و بخش فرادریای کشور فرانسه در آمریکای جنوبی است.

## تاریخچه
نخست اسپانیاییان بدین منطقه رسیدند.
جویندگان اسپانیایی آنجا را بی‌چیز و داغ یافتند و از آن گذشتند و این چنین تا ۱۶۰۴ مستعمره‌ای در آن برپا نگشت.
در این زمان مستعمره‌ای فرانسوی در آن برپا گشت. به زودی پرتغالیان آنجا را ویران نمودند و پس از آشتی میان دو کشور بار دیگر فرانسویان ۱۶۴۳ بدان بازگشتند و کاین را برپا نمودند. ولی سرخ‌پوستها بر آنان تاختند.
در ۱۶۶۴ فرانسویان سرانجام مستعمره‌ای پایدار در آنجا ساختند ولی در یک دهه پس از آن تاریخ کاین میان هلند و انگلستان و فرانسه دست به دست می‌شد.
در ۱۸۰۹ نیروهای پرتغالی-انگلیسی باز بر آن دست یازیدند، ولی در ۱۸۱۴ کنترل آن به فرانسویان بازگشت.
میان سال‌های ۱۸۵۴ تا ۱۹۳۸ کاین تبعیدگاه و جای مجازات محکومان شمرده می‌شد.
در آینده بر جمعیت آن به گونهٔ خیره‌کننده‌ای افزوده شد و این افزایش جمعیت به سبب کوچ بسیار بدانجا و نیز آمار زاد و ولد پرشمار بوده‌است.

## جغرافیا
شهر کنونی بر جزیره‌ای بر دهانهٔ رود کاین در کرانهٔ اقیانوس اطلس ساخته شده‌است.
برپایهٔ سرشماری سال ۲۰۰۶ میلادی جمعیت این شهر ۱۰۰٬۳۲۳ تن است. شهر از شش بلوک تشکیل شده‌است.

## اقتصاد
امروزه کاین مرکز مهمی برای صنعت میگو است.

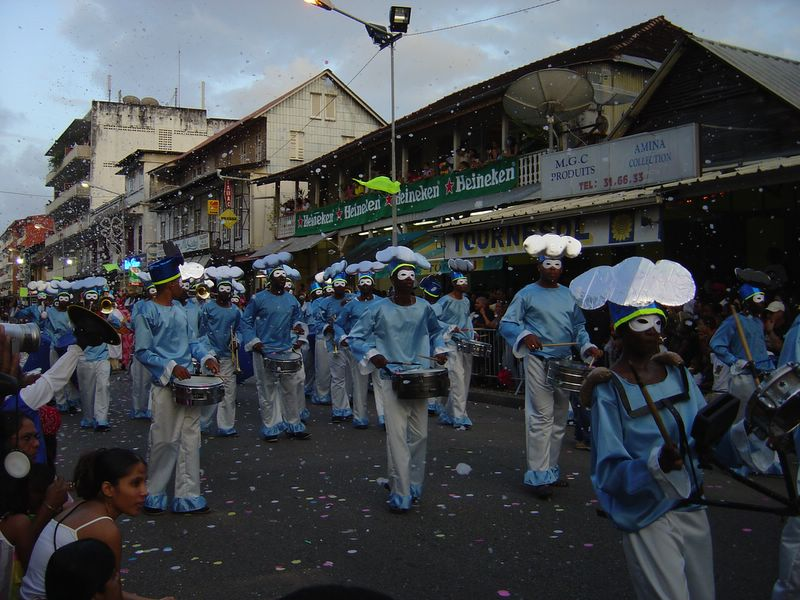
جشنواره‌ای در کاین

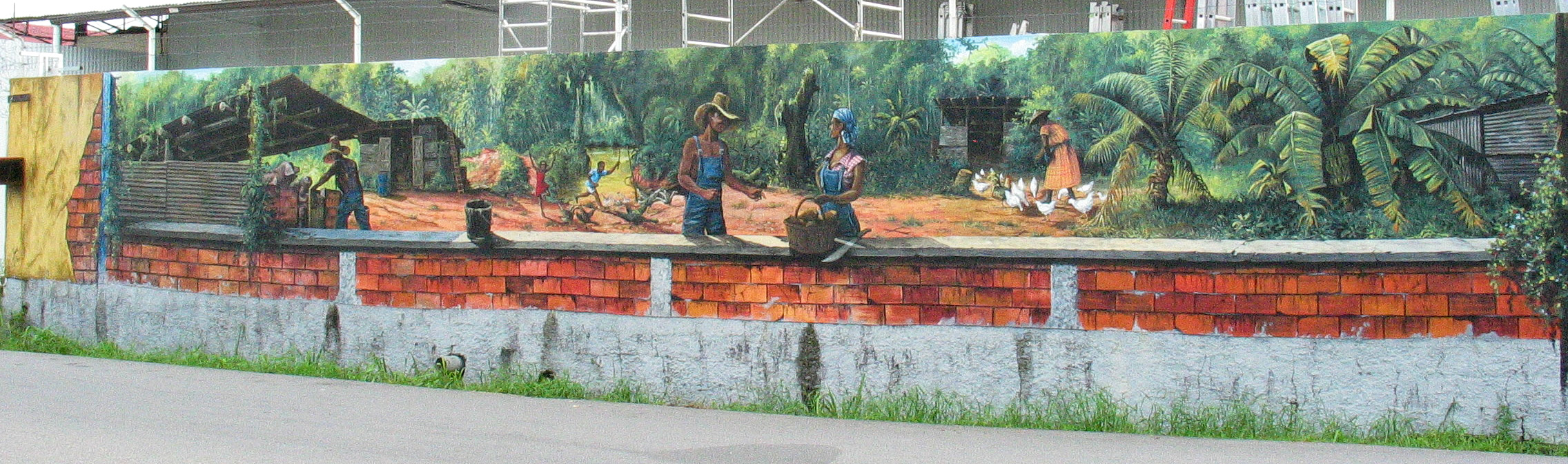
نقاشی‌ای دیواری در کاین